# محفوظ حلمى
محمد محفوظ السيد حلمي دياب اسمه مركب محمد محفوظ أشتهر بمحفوظ حلمي هو واحد من أهم الشخصيات السياسية في تاريخ الإخوان المسلمين في مصر من مواليد مدينة طلخا محافظة الدقهلية من فبراير عام 1928 .

## حياته
انتقل إلى مدينة المحلة الكبرى حيث نشأ في منطقة سويقة الأقباط والتحق بجماعة الإخوان المسلمين في سن مبكرة في المرحلة الابتدائية وبعد التعليم الابيتدائى التحق بالثانوي الصناعى رغم تفوقه لأن التعليم الصناعى وقتذاك كان يضمن فرص عمل جيدة والتعليم الجامعى يحتاج لتكاليف لايقدر عليها أهله .
حصل محفوظ حلمى على المركز الأول على المملكة المصرية في دبلوم الثانوي الصناعي عام 1947م وعمل بشركة مصر للغزل والنسيج بالمحلة الكبرى وتدرج في مناصبها بعد خروجه من المعتقل حتى وصل إلى منصب مدير عام القطن الطبي .
شارك في حرب فلسطين عام 1948 ضمن كتائب الإخوان المسلمين واشتهر بقوته البدنية حيث كان يمارس رياضة الملاكمة.
اعتقل عدة مرات في 1954 م، 1965 م وتعرض لتعذيب شديد وكان حمزة البسيوني يخصه بتعذيب فوق العادة (رفض أن يذكره طوال حياته وكان يقول أدخر ثوابه عند ربى)
سافر إلى ألمانيا وأقام فيها سنتين حصل فيها على دراسات عليا في النسيج
ترشح في مجلس الشعب عن دائرة المحلة أكثر من مرة ودخل المجلس 3دورات (1984 ، 1987 ، 2000) .

## صفاته
اشتهر بقوة الجسم وقوة الشخصية وسعة الثقافة وإجادة اللغتين الإنجليزية والألمانية بفصاحة 
له مواقف جريئة مشهورة مع رؤساء البرلمان والوزراء وقيادات الأمن 
لقبه الإخوان بـ أسد البرلمان، فتوة الإخوان

## جوائز
- حصل على جائزة أحسن أداء برلماني في المجلس دورتين متتاليتين 1984، 1987 .
- حصل على وسام الدولة من الطبقة الأولى في عهد حسني مبارك .